# ایو فان ماسنهووه
ایو فان ماسنهووه (انگلیسی: Yves Van Massenhove; ۲۶ فوریهٔ ۱۹۰۹ – ۱۵ مهٔ ۱۹۹۰) دوچرخه‌سوار اهل بلژیک بود.